# Solenopsis tetracantha
Solenopsis tetracantha é uma espécie de formiga do gênero Solenopsis, pertencente à subfamília Myrmicinae.